# Грушецька Галина Степанівна
Галина Степанівна Бойко (нар. 1942, с. Артелярщина Полтавсткої області), у шлюбі Грушецька — українська громадсько-культурна й освітня діячка діяспори в США.

## Життєпис
Немовлям Галинка Бойко опинилася за кордоном, де вивчила українську мову. 
В США прибула в 14-річному віці з Франції.
Юнкою у Чикаґо вона належала до Об'єднання демократичної української молоді (ОДУМ) – української молодіжної громадської організації у США і Канаді, яка постала у Нью-Йорку в 1950 році. 
Викінчила відділ бібліотекарства з маґістерським дипломом.
Учителювала в суботній школі українознавства.
З своїм чоловіком Дмитром мала трьох доньок – Орину, Марину й Калину. 

## Творчість
У 1974 зредаґувала збірку творів української письменниці Катерини Перелісної під наголовком «Вірші для дітей». 

## Громадська діяльність
Була засновницею та очільницею-опікункою дитячого хору «Молода Думка» у 1976-1978.
Була організаційною референткою Комітету для побудови пам’ятника будівничому та Митрополиту Української автокефальної православної церкви (УАПЦ) Василю Липківському у Бавнд Бруці 1984 року. 
У 1986 зініціювала створення та очолила Комітет для фондування добудови Бібліотеки імені Симона Петлюри в Парижі.
Наприкінці 1990-их працювала дикторкою «Голосу УАПЦ» при УПЦ у США та брала участь у заснуванні Товариства української  мови та Українського православного товариства імені Святого Андрія (1990) в Чикаго. 
Від 1991 року вона була засновницею і головою товариства «Полтавщина», за допомогою якого побудовано Покровську церкву у мікрорайоні Сади-2 міста Полтави.
В 1990 обрана до управи Чиказької філії Товариства української мови імені Тараса Шевченка у США в якості організаційного референта.